# Hans Puvogel
Hans Puvogel (* 25. September 1911 in Bremen; † 11. Juni 1999) war ein deutscher Jurist und Politiker (CDU). Er war seit 1976 niedersächsischer Justizminister und musste nach Bekanntwerden der nationalsozialistisch-rassenideologischen Inhalte seiner Dissertation in der Puvogel-Affäre 1978 zurücktreten.

## Leben

### Herkunft, Jugend, Studium, Zeit des Nationalsozialismus

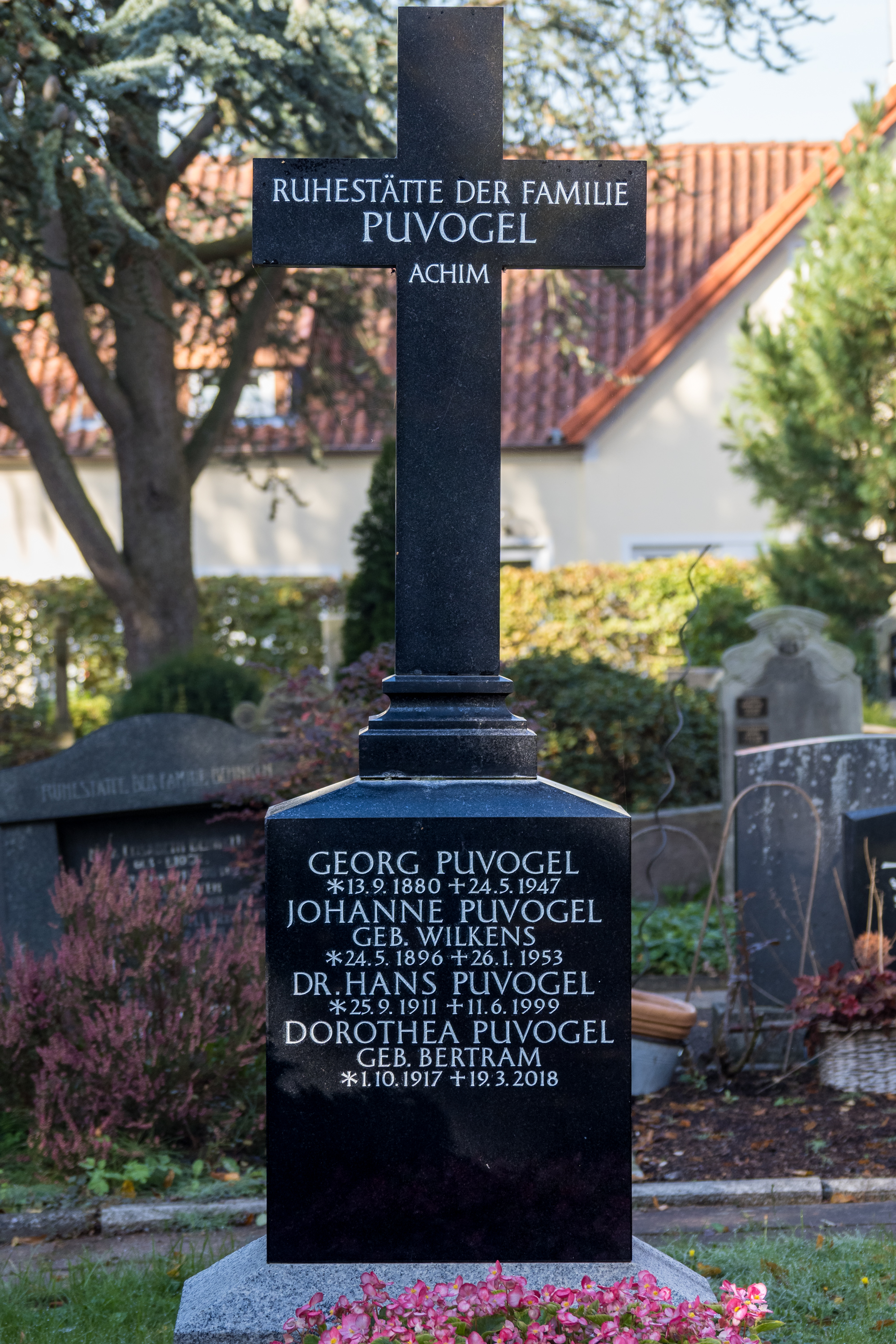
Grabstelle in Achim

Hans Puvogel stammte aus einer Landwirtsfamilie, die seit dem 17. Jahrhundert in Achim in der Nähe von Bremen ansässig ist; er war der Sohn des Erbhofbauern Georg Puvogel (1880–1947). Er besuchte das Neue Gymnasium in Bremen und absolvierte dort sein Abitur. Danach studierte er Rechtswissenschaften in Tübingen, München und Göttingen. Seit 1930 war er Mitglied des Corps Franconia Tübingen. In der Zeit des Nationalsozialismus legte er 1934 das Referendarexamen ab, 1937 das Assessorexamen. Im selben Jahr promovierte Puvogel an der Rechts- und Staatswissenschaftlichen Fakultät der Georg-August-Universität Göttingen bei dem nationalsozialistisch-politisch engagierten Jura-Professor Karl Siegert mit der Arbeit Die leitenden Grundgedanken bei der Entmannung gefährlicher Sittlichkeitsverbrecher zum Dr. jur. In seiner Doktorarbeit befürwortete Puvogel die Euthanasie und bedauerte das „unterentwickelte Verständnis des Volkes für die ‚Ausmerzung von […] wegen Minderwertigkeit für die Gesamtheit nutzlosen Menschen durch Tötung‘“:

„Nur ein rassisch wertvoller Mensch hat innerhalb der Gemeinschaft eine Daseinsberechtigung. Ein wegen seiner Minderwertigkeit für die Gemeinschaft nutzloser, ja schädlicher Mensch ist dagegen auszuscheiden. […] Ob das Volk für eine Ausscheidung der Minderwertigen bereits Verständnis aufzubringen vermag, mag dahingestellt bleiben […] Die große Aufgabe selbst darf nicht durch irgendwelche kleinlichen Kompetenzstreitigkeiten gehemmt und in ihrer Wirksamkeit lahmgelegt werden […].“

Für diejenigen „Minderwertigen“, die nicht gleich „ausgeschieden“ werden sollten, sah Puvogel wenigstens die Kastration vor, insbesondere wenn sie jüdischer Herkunft waren:

„Bedenkt man ferner, daß der Gesetzgeber sich die Förderung einer gesunden Rasse durch Ausmerzung  minderwertiger und verbrecherischer Elemente in hohem Maße angelegen sein lässt, so glauben wir mit vollem Recht, daß die Entmannung als weiteres Mittel neben der Sterilisation im Kampf um die rassischen Belange unseres Volkes eingesetzt werden soll.“

Bereits seit 1934 war er Mitglied der SA, wo er als Rottenführer diente und mit dem SA-Wehrabzeichen ausgezeichnet wurde. Zum 1. Mai 1937 trat er der NSDAP bei (Mitgliedsnummer 4.182.837).
Von 1937 bis 1939 war Puvogel als Anwaltsassessor in Hannover tätig. Während des Zweiten Weltkriegs leistete Puvogel von 1940 bis 1945 Kriegsdienst. Danach verbrachte er ein Jahr in Kriegsgefangenschaft in Belgien.

### Nachkriegszeit, berufliche und politische Tätigkeit
1947 ließ Puvogel sich als Rechtsanwalt und Notar in Achim nieder und gründete dort eine Kanzlei. Daneben betätigte er sich politisch; unter anderem war er seit 1959 Mitglied des Rates der Stadt Achim und des Kreistages des Landkreises Verden. 1962 wurde er Mitglied der CDU. Er war langjähriger Landrat des Landkreises Verden (1972–1981). Von 1963 bis 1978 gehörte er als Abgeordneter dem Niedersächsischen Landtag der 5. bis 8. Wahlperiode an, von 1967 bis 1975 war er stellvertretender Vorsitzender der CDU-Landtagsfraktion. Im Jahr 1976 trat sein Sohn in die väterliche Anwalts- und Notarskanzlei in Achim ein.
Er war Mitglied des Verbandsausschusses des Elektrizitätsverbandes Stade in Bremen. Puvogel war verheiratet und hatte zwei Kinder.

### Niedersächsischer Justizminister, Puvogel-Affäre und Rücktritt
Puvogel wurde am 12. Mai 1976 als niedersächsischer Justizminister in die von Ministerpräsident Ernst Albrecht geführte Landesregierung berufen. Als der Inhalt seiner Dissertation 1978 einer breiten Öffentlichkeit bekannt wurde, kam es zu einer politischen Affäre: Puvogel distanzierte sich nicht von seinen damaligen Äußerungen, sondern beharrte stattdessen öffentlich darauf. Der Rechtshistoriker und Richter am Oberlandesgericht Braunschweig (OLG), Helmut Kramer, verschickte daraufhin kommentarlos Auszüge aus Puvogels Arbeit an einige Kollegen, was letztlich am 24. März 1978 zu Puvogels Rücktritt als Justizminister und seiner Entlassung am 4. April 1978 führte. Puvogel blieb jedoch weiterhin Landrat des Landkreises Verden.
Der Präsident des OLG Braunschweig, Rudolf Wassermann, leitete kurz darauf auf Weisung von Ministerpräsident Albrecht ein förmliches Disziplinarverfahren gegen Kramer wegen der Versendung der Dissertationsauszüge ein. Kramer wurde vorgeworfen, er habe „seine Pflicht zu achtungswürdigem Verhalten gegenüber einem Dienstvorgesetzten verletzt“. Das Verfahren wurde zwar eingestellt, enthielt jedoch die explizite Feststellung einer von Kramer begangenen Dienstpflichtverletzung. Der „so gemaßregelte Helmut Kramer“ wurde anschließend an einen Zivilsenat versetzt.
Im Juni 2024, über 45 Jahre nach Erlass der Disziplinarverfügung wurde diese auf Initiative des niedersächsischen Justizministeriums aufgehoben und Helmut Kramer rehabilitiert. Kramer begrüßte die darin liegende Zurückweisung des 1978 noch herrschenden obrigkeitsstaatlichen Richterbildes.

## Ehrungen
Puvogel wurde am 3. Juli 1973 das Große Verdienstkreuz des Verdienstordens der Bundesrepublik Deutschland verliehen.

## Publikationen (Auswahl)
- Die leitenden Grundgedanken bei der Entmannung gefährlicher Sittlichkeitsverbrecher. Nolte, Düsseldorf 1937 (zugleich Dissertation, Universität Göttingen 1937).
- Festblatt der Bauern-Kör der Bürgerei in Thedinghausen ausgegeben anläßlich der Festsitzung im „Rathause“ Schröder. In Thedinghausen, Schulstraße 17, am Donnerstag, dem 26. Februar 1981. Mit einer Festrede des Landrats Dr. Hans Puvogel (Verden) zum Gedächtnis der Schaffung der ehemaligen braunschweigischen Exklave Thedinghausen vor dreihundert Jahren 1681–1981. Thedinghausen 1981 (mit: Kurt Asendorf).